# Kräusen
Als Kräusen bezeichnet man das sich im Stadium der Hauptgärung befindliche Jungbier. Der Begriff Kräusen beschreibt die Schaumbildung und das Schaumbild auf dem gärenden Jungbier, es sieht wie krauses Haar aus. Verantwortlich für die Schaumbildung ist die bei der Gärung entstehende Kohlensäure. Man unterscheidet verschiedene Kräusenstadien, begonnen mit dem sogenannten Überweißen (Hefe beginnt zu gären und tritt in das Stadium der Zellteilung ein). In der nächsten Phase wird die Schaumbildung etwas stärker, dieses Stadium wird als Jung- oder Niederkräusen bezeichnet. Sind durch die Vermehrung der Hefe mehr Zellen vorhanden, beginnt die Gärung noch stärker zu werden und zeichnet sich durch kräftige Schaumbildung aus, die Hochkräusen. Das ist auch der Zeitpunkt, an dem ein Teil der gärenden Bierwürze entnommen werden kann, um im Lagerkeller aufkräusen zu können. Aufkräusen dient der Lagerung und Reifung und führt bereits endvergorenem Jungbier frische gärkräftige Hefezellen zu, die in der Lage sind die Nachgärung durchzuführen. Im Hochkräusenstadium der Hauptgärung werden Hopfen-, Malzreste und bei der Würzekochung koaguliertes Eiweiß von der Gärungskohlensäure nach oben in die Schaumdecke befördert, sie wird mit der Zeit schmutzig braun und fällt gegen Ende der Gärung immer mehr zusammen. Bilden sich in der bisher geschlossenen Schaumdecke Lücken, so spricht man jetzt vom Durchbruch, dem Ende der Hauptgärung.
Als Kräusenbier bezeichnet man fertig vergorenes Bier, dem ein Anteil an hochgärendem Jungbier zur Nachreife in Lagertank, Flasche oder Fass zugesetzt wird.

## Quelle
- Ivo Hlavácek u. a.: Die Entwicklung von Produktion und Technologie in der Pilsner Urquell Brauerei im Zeitraum von 125 Jahren seit der Gründung (1842 - 1967), in: Eduard Jalowetz: Pilsner Bier im Lichte von Praxis und Wissenschaft, Wien 1930, Nachdruck Pilsen 1999, S. 77